# 占守島の戦い
占守島の戦い（しゅむしゅとうのたたかい）は、太平洋戦争終結直後の1945年（昭和20年）8月18日 - 21日に、千島列島東端の占守島で行われたソ連労農赤軍と大日本帝国陸軍との間の戦闘である。
ソ連は8月8日に日ソ中立条約を一方的に破棄して対日参戦し、8月15日に日本がポツダム宣言を受諾した後も、樺太では戦闘が継続しており、8月18日未明ソ連軍は占守島も先制攻撃、武装解除を停止していた日本軍守備隊と戦闘となった。
占守島自体の戦闘は日本軍優勢に推移するものの、軍命により21日に日本軍が降伏して停戦が成立、23日に日本軍は武装解除された。捕虜となった日本兵はその後多くがポツダム宣言の趣旨に反する形で連行され、シベリアへ抑留された。

## 背景

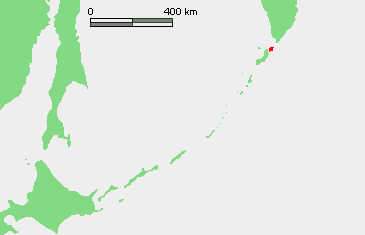
占守島の位置

千島列島のほぼ最北端にあり、北東は千島海峡（ロシア名「第1クリル海峡」）を挟んでカムチャツカ半島ロパトカ岬に面する。南には幌筵海峡（ロシア名「第2クリル海峡」）を挟んで幌筵島がある。面積は230平方キロメートルで、海抜200メートルくらいの緩やかな丘陵が続き、沼地と草原である。オホーツク海と太平洋に囲まれ、夏季でも摂氏15度くらいで濃霧が覆い、冬季はマイナス15度の極寒の上に吹雪となる。
1945年2月のヤルタ会談で結ばれた秘密協定では、ソビエト連邦（ソ連）が日本との戦争に参戦すること、その場合は戦後、北緯50度線以南の樺太南部（南樺太）などをソ連に返還し、千島列島については引き渡すことが決められていた。もっとも、8月15日にアメリカのトルーマン大統領が、ソ連のスターリン首相に送った日本軍の降伏受け入れ分担に関する通知では、千島列島についてソ連の分担地域とは記されていなかった。そのため、ソ連側は千島列島及び北海道北東部（釧路 - 留萌を結んだ直線以北「北海道スターリンライン」や「留釧の壁」と呼ばれた。）をソ連担当地区とすることを求め、アメリカも17日付の回答で北海道北東部については拒否したものの千島列島については同意した。
『戦史叢書』は、アメリカが千島に飛行場の建設を求めるなどしていたために、ソ連側にとって千島支配を急ぎ確立する必要があったため、攻略を急いだものとしている。実際に、8月22日の樺太停戦後にスターリンはトルーマンに北海道要求を断念する旨を伝えたものの、アメリカ側から千島を巡って飛行場建設要求等の駆け引きが続いている。
23日には、ソ連軍参謀本部のニコライ・スラヴィン特別本部長が、モスクワに駐在していたアメリカ軍事使節団長ジョン・ラッセル・ディーン少将を通じて在マニラの米軍マッカーサー司令部に対し、「占守島に上陸したのはアメリカ軍か」との問い合わせを行い、アメリカ側が「米軍ではなくソ連軍である」旨を返答していたことが、マッカーサー記念館に残された電報に記録されている。また、ディーン少将も回顧録『奇妙な同盟 - 戦時中のロシアとの協力における我々の努力の物語』の中で、ソ連はアメリカが千島列島を占領したのではないかと疑ったと述べている。ソ連軍参謀本部の上層部ですら千島列島侵攻作戦を知らなかったとすると、同作戦はヤルタの秘密協定に基づく高度な極秘作戦だった可能性があると考えられる。

## 両軍の状況

### 大日本帝国
日本側は、陸軍第5方面軍（司令官：樋口季一郎中将）隷下の諸部隊が、対アメリカ戦を予想して占守島・幌筵島の要塞化を進めていた。1945年（昭和20年）になると本土決戦や北海道本島防衛のためとくに択捉島等の南千島から兵力が引き抜かれたが、終戦時点でも第91師団（2個旅団基幹）を擁していた。また、これまで北方方面はほとんど戦闘がなかったため、食糧・弾薬の備蓄が比較的豊富であった。さらに、満州から転進した精鋭の戦車第11連隊も置かれていた。
海軍は千島方面特別根拠地隊を置いていたが、陸軍同様に主力を北海道へ移転して解隊してしまい、南部の片岡基地を中心に第51、第52警備隊などを配置している程度だった。
航空戦力は陸軍飛行戦隊と海軍航空隊を合わせても、わずか8機の旧型機が残っていただけであった。
1945年（昭和20年）に至っても主たる仮想敵はアメリカ軍であり、ソ連に対する戦備としては特別の配慮はなく、対米戦備がそのまま利用されるものとなっていた。守備戦力が減少したことから配備方針は決戦から要域確保に変更され、幌筵海峡の通行阻止に重点が置かれた。そのため5月には、幌筵島南部の陸軍部隊を幌筵海峡に面した柏原附近に集中させ、占守島についても南部に4個大隊を集中配備して、上陸地点となった竹田浜には遊撃戦任務の歩兵1個大隊のみが配置された。その南の二つの浜にそれぞれ歩兵1個大隊が配置、国端崎の砲台には砲兵1個中隊が配置されていた。歩兵大隊は水際防御でなく縦深防御で主に後方攪乱等の形で作戦行動を想定されていたが、北部でも国端崎、四嶺山などの一部拠点については死守し、可能な範囲で敵の内陸侵入を阻止するものとされた。
兵力は以下のとおり、約2万5千人。但し、18日当日の戦闘に直接加わった日本軍は、竹田浜周辺にいた歩兵3個大隊、砲兵1個中隊の兵力と急派できた増援兵力のみで、ソ連軍資料の推定値を信じれば8,500人程度とみられる。急派できた増援兵力は、『昭和史の天皇』における士官らの証言によれば、師団の指示で歩兵1個大隊、戦車1個連隊、工兵1個中隊、さらに先の歩兵大隊と別かどうかは不明だがかき集めた1個大隊を占守島守備隊司令部とともに国端崎に移動、他に『戦史叢書』によれば占守島の砲兵2個中隊を急派、さらに幌筵島から歩兵2個大隊が現場に進んだが、準備の整ったものから逐次投入の形となっている。日本軍の作戦では、最終的には全兵力を投入、敵を殲滅後、また占守島と幌筵島の複郭陣地に戻る作戦であったという。停戦後にソ連側の指示で数えたところ、幌筵島からいったん来て既に戻った兵もいたものの1万6千6百人が占守島に残っていたという。
- 陸軍（約23,000人）
  - 第91師団：師団長・堤不夾貴中将、師団司令部と歩兵第74旅団（5個大隊）は幌筵島。
    - 歩兵第73旅団（5個大隊）：旅団長・杉野巌少将、千歳台。
      - 独立歩兵第282大隊：大隊長・村上則重少佐、四嶺山。
      - 独立歩兵第283大隊：千歳台

    - 戦車第11連隊（九七式中戦車「新砲塔チハ」20両、「旧砲塔チハ」19両：計39両、九五式軽戦車：計25両。これに対し、戦車隊士官の証言で、全89両、主に最新式の一式中戦車で、若干の九七式中戦車があり、各中隊に偵察・連絡用に1台ずつの足の速い九五式軽戦車があったとするものもある[11]。） ：連隊長・池田末男大佐 師団編合部隊、千歳台。
      - 第1中隊：山田野
      - 第2中隊：田沢台
      - 第3中隊：天神山
      - 第4中隊：大和橋
      - 第5中隊：緑ヶ岡
      - 第6中隊：基谷
      - 第11対空無線隊

  - 船舶工兵第57連隊残留隊 - 特大発動艇20隻。
- 海軍（伊藤春樹中佐。約1,500人）[12]
  - 占守通信隊（司令：伊藤春樹中佐）
  - 第51警備隊
  - 第52警備隊
- 航空部隊
  - 陸軍飛行第54戦隊残留隊 - 一式戦闘機「隼」4機。
  - 北東海軍航空隊北千島派遣隊 - 九七式艦上攻撃機4機。

### ソビエト連邦
1945年8月15日、極東ソビエト軍総司令官アレクサンドル・ヴァシレフスキー元帥は、第二極東方面軍司令部（司令官：マクシム・プルカエフ上級大将）と太平洋艦隊司令部（司令官：イワン・ユマシェフ大将）に対し、千島列島北部の占領に関する作戦の準備及び実施を命令した。
参加兵力は以下のとおり。なお、日本軍側はソ連側の上陸用兵力を約1万３千人と見ている。
- 陸軍（8821人）
  - 第2極東戦線
  - カムチャツカ防衛区（司令官：アレクセイ・グネチコ少将）
    - 第101狙撃師団（師団長：ポルフィリー・ヂヤコフ少将）
    - 第138狙撃連隊[14]
    - 第373狙撃連隊[14]
    - 第428曲射砲連隊[14]
    - 第279砲兵連隊[14]
    - 第169独立対戦車砲大隊[14]
    - 第198狙撃連隊[要出典]
    - 第5独立狙撃大隊[要出典]
    - 第7独立狙撃大隊[要出典]ほか
- 海軍
  - ペトロパブロフスク海軍基地（司令官：ドミトリー・ポノマリョフ海軍大佐）
    - 警備艦2隻(キーロフ・ジェルジンスキー)、機雷敷設艦1隻、掃海艇4隻、輸送艦14隻、上陸用舟艇16隻など計54隻。海軍歩兵1個大隊。
- 航空部隊（計78機）
  - 赤色空軍第128混成飛行師団
  - 海軍飛行連隊1個

南樺太および千島列島への進攻に関しては、ソ連海軍、特に太平洋艦隊は艦艇不足であった。このため事前にレンドリースの一環として、米領アラスカ州においてアメリカとソ連の合同で艦艇の貸与と乗組員の訓練を行うフラ計画が実行された。

## 戦闘経過

### 上陸前の状況
8月12日に、アメリカ艦隊が幌筵島などの北千島一帯に艦砲射撃を行ったが、占守島には行われなかった。
14日、カムチャッカ半島ロパトカ岬のソ連軍砲台（130mm海岸砲4門）が、竹田浜付近の砂浜に数発の砲撃を行った。
15日、日本軍のポツダム宣言受諾が公表され、正午にはソ連軍を除く連合国軍は積極的な行動を停止し、大部分の戦線で停戦状態となった。しかし、同日夕刻には国籍不明機が占守島を爆撃している。
17日午前5時に、ソ連軍上陸船団は泊地から出航し、途中からは無線封止して前進した。同日午前6時半頃には、海軍飛行連隊の3機が占守島の偵察と爆撃を行った。さらに、同日の日中には第128混成飛行師団所属機が占守島の軍事目標に対して連続爆撃を行った。ロパトカ岬の砲台も、占守島小泊の座礁して遺棄されていたソ連タンカー船に対して砲撃があった。戦争が終わったため、あまり抱えておく必要のなくなった砲弾を示威をかねて発射しているものと、日本軍将兵らは思っていたという。
一方日本軍は、8月15日の玉音放送に続き、北海道の第5方面軍から「17日大本営ヨリ一切ノ戰鬪行動停止」「但シ止ムヲ得ザル自衛行動ヲ妨ゲズ」「其ノ完全徹底ノ時期ヲ十八日十六時トスル」との命令を受けた。17日までには各部隊に伝達されて、戦車の備砲を撤去するなど武装解除の準備を進め、化学兵器の海没処分などは終えていた。日本軍は、17日にカムチャッカ半島沿岸を舟艇多数が移動しているのは発見していたが、終戦後にソ連軍が侵攻する可能性はないとして、重視していなかった。ただし、17日夜半には沿岸拠点の一部に一応の警戒を命じており、竹田浜の前線には独立歩兵第282大隊（大隊長：村上則重少佐）隷下の1個中隊と大隊砲3門、速射砲3門、野砲2門、臼砲4門などが展開していた。
17日午後、北千島守備隊司令部は16日の大本営からの停戦命令を受け、幌筵島の柏原に各部隊長を集め、会同を開いた。堤師団長の訓示があり、内容は、18日16時をもって停戦とされた、ただしやむを得ない場合の自衛戦闘は認められている、軽挙妄動を慎む、軍使が来た場合には直ちに師団司令部に連絡するというものであった。砲兵隊長加瀬谷睦男の述懐によれば「ソ連軍が上陸する可能性もあるが上陸せば戦闘を行わず爾後の命令処置に従って行動するように」という命令を、このときは受けたとされる。

### ソ連軍の上陸
17日の会同ではソ連軍が上陸しても日本軍側からは戦闘を仕掛けないはずであったが、先の加瀬谷その他の証言によれば、その後、師団方針が突如変わり、ソ連軍が上陸してくれば戦うようにとの命令を17日夜半に受けることになったという。井澗裕は、師団の方針変更は第5方面軍司令官樋口季一郎が北海道防衛のためにソ連との戦闘方針を決めたことが伝わったためではないかと考えている。
一方で、読売新聞の取材による『昭和史の天皇』では、師団作戦参謀の水津満は、かねてから全く敵は米軍と想定していて、見た目であまり見わけもつかず、霧もあって、相手がソ連軍だと分かったのは日も高くなってからだとし、同様に、だいぶ後になってソ連軍だと知ったという現場将兵らの証言も多い。
8月18日午前2時半頃（日本時間）、ソ連軍先遣隊の海軍歩兵大隊が占守島竹田浜から上陸した。ソ連軍は武器の過重積載のため接岸できず、泳いでの上陸であった。
竹田浜を防衛する独立歩兵第282大隊は直ちにこれを攻撃し、ソ連軍も艦砲射撃を行ったほか、ロパトカ岬からの支援砲撃を開始した。この際、日本軍の攻撃とソ連の艦砲射撃はどちらが先であったのかについて、両軍とも自軍が先であったとしている。先遣隊には軽微な損害はあったが、上陸開始後30分ほどで海岸に上陸し、沿岸陣地は無視して島の奥深く前進した。
3時30分頃、ソ連軍上陸部隊の主力第一梯団（第138狙撃連隊基幹）が上陸を開始した。日本軍は激しい砲撃を加えて上陸用舟艇13隻撃沈破を報じ、ソ連側によると指揮官艇を含む上陸用舟艇2隻が炎上、複数が損傷する等の損害を受けた。7時ごろに第一梯団の上陸は完了したが、重火器は対戦車砲4門のみで、司令部が海没したために部隊の統制は乱れていた。ソ連軍は艦砲射撃などで日本軍砲台の制圧を試みたが、効果が無かった。第二梯団（第373狙撃連隊基幹）の上陸は、続けて午前7時頃に開始された。日本軍の砲撃のため上陸に手間取り、午前10時頃になって上陸は完了したが、依然として火砲の多くは輸送船に残されたままだった。

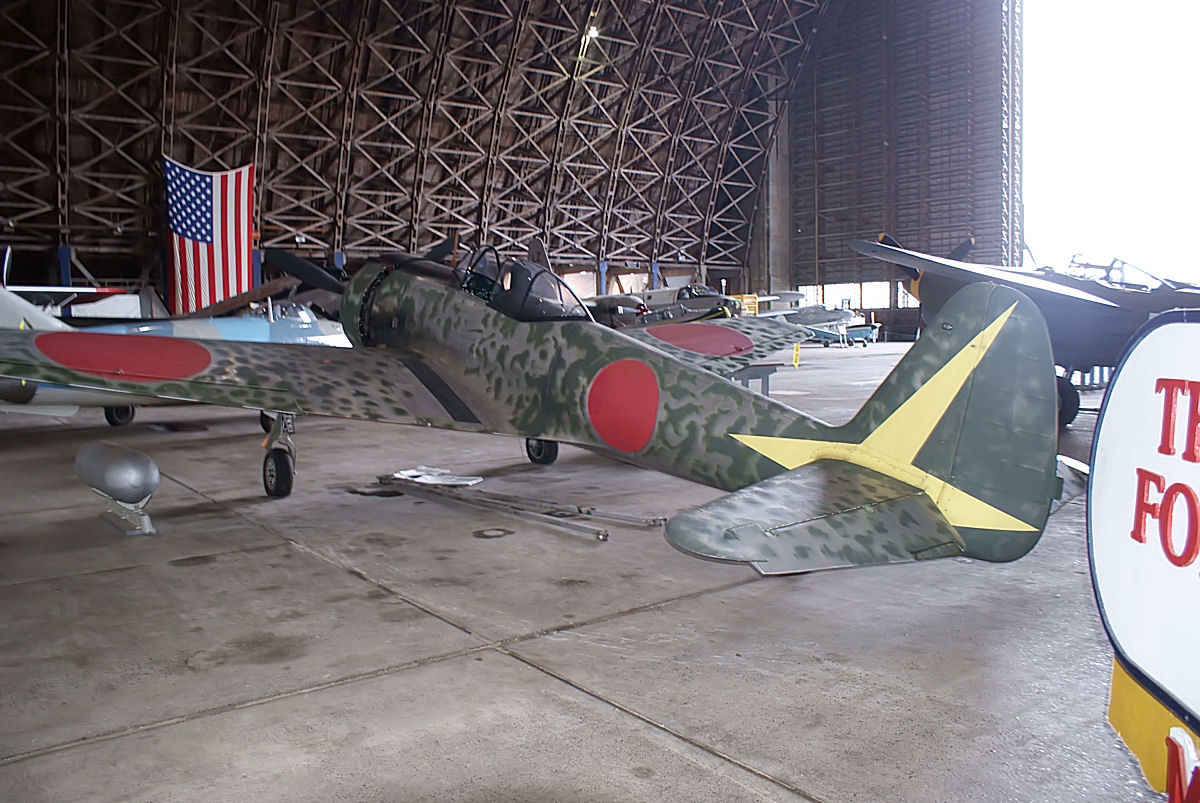
1943年8月から続く千島航空戦で活躍した日本陸軍飛行第54戦隊の一式戦「隼」三型（キ43-III）。部隊マークとして図案化した「折鶴」を垂直尾翼および尾部に描く。本機は千島列島で回収された第54戦隊機の残骸部品をもとに、リバースエンジニアリングで復元した飛行可能な機体

日本軍は第91師団部隊を掩護すべく占守飛行場（片岡飛行場）から陸軍飛行第54戦隊残留隊と海軍北東航空隊北千島派遣隊の陸海軍混成の飛行部隊も出撃させた。陸軍の一式戦4機が海軍の九七式艦上攻撃機4機を護衛することになったが、ソ連軍機はいなかったので、一式戦は掃海艇を攻撃している。九七式艦上攻撃機は爆撃を開始、ソ連軍輸送船一隻に800kg爆弾1発を命中させ大破させている。そのうち被弾炎上した九七式艦攻1機がソ連軍の掃海艇КТ-152に特攻して、同艇は17人の乗組員を乗せたまま沈没し、太平洋戦争における最後の特攻による戦果を挙げた。なお、同日に朝鮮半島の鎮海海軍基地から、第九〇一海軍航空隊所属の塩塚良二中尉が独断で、二式水上戦闘機でソ連のウラジオストクに特攻出撃し、ソ連軍タンカータガンログに突入直前に対空砲火で撃墜されている。
上陸したソ連軍部隊は、日本軍の激しい抵抗を受けるようになったが、午前4時頃には四嶺山に接近。四嶺山をめぐってソ連軍と日本軍の間で激戦が行われた。悪天候のため、ソ連軍は航空機により陸上部隊を直接支援することは出来なかった。
当初、日本側は上陸してきたのはソ連軍と断定できず国籍不明としていたが、次第にソ連軍と認識するに至った。ソ連軍が占守島に上陸したとの報を受け、第5方面軍司令官の樋口季一郎中将は、第91師団に「断乎、反撃に転じ、ソ連軍を撃滅すべし」と指令を出した。師団長の堤中将は、射撃可能な砲兵に上陸地点への射撃を命ずるとともに、池田末男大佐（死後、少将へ進級）率いる戦車第11連隊に対し師団工兵隊の一部とともに国端方面に進出して敵を撃滅するように命じた。敵を撃滅するように命じられた戦車第11連隊は、この日に全戦車を海に沈める予定であった。同時に他の第73旅団隷下部隊に対してもできる限りの兵力を集結して全力でこの敵に当たるように命じ、幌筵島の第74旅団にも船舶工兵の舟艇による占守島への移動を命じた。これを受けて戦車第11連隊は直ちに出撃し、第73旅団でも沼尻に配備されていた独立歩兵第283大隊（大隊長：竹下三代二少佐）をソ連軍の東翼へ差し向け、その他の隷下部隊を国端崎へ前進しようとした。
戦車第11連隊の九七式中戦車、九七式中戦車改（新砲塔チハ）、九五式軽戦車などは、海軍警備隊の特二式内火艇（特二式戦車）と協力し、18日午前6時50分頃から連隊長車を先頭に四嶺山のソ連軍に突撃を行って撃退し、さらに四嶺山北斜面に進撃した。ソ連軍は対戦車火器（対戦車砲4門、対戦車ライフル約100挺、対戦車手投黄燐弾など）を結集して激しく抵抗し、日本戦車を次々と擱座・撃破したが、四嶺山南東の日本軍高射砲の砲撃を受け、駆け付けてきた独歩第283大隊も残存戦車を先頭に参戦すると、多数の遺棄死体を残して四嶺山北側に撤退した。戦車第11連隊は27両の戦車を失い、池田連隊長以下、将校多数を含む97名の戦死者を出した。海軍警備隊の特二式内火艇も損失を出したが、数輛が残存しており、終戦後ソ連軍によって鹵獲され、クビンカ戦車博物館に展示されている。

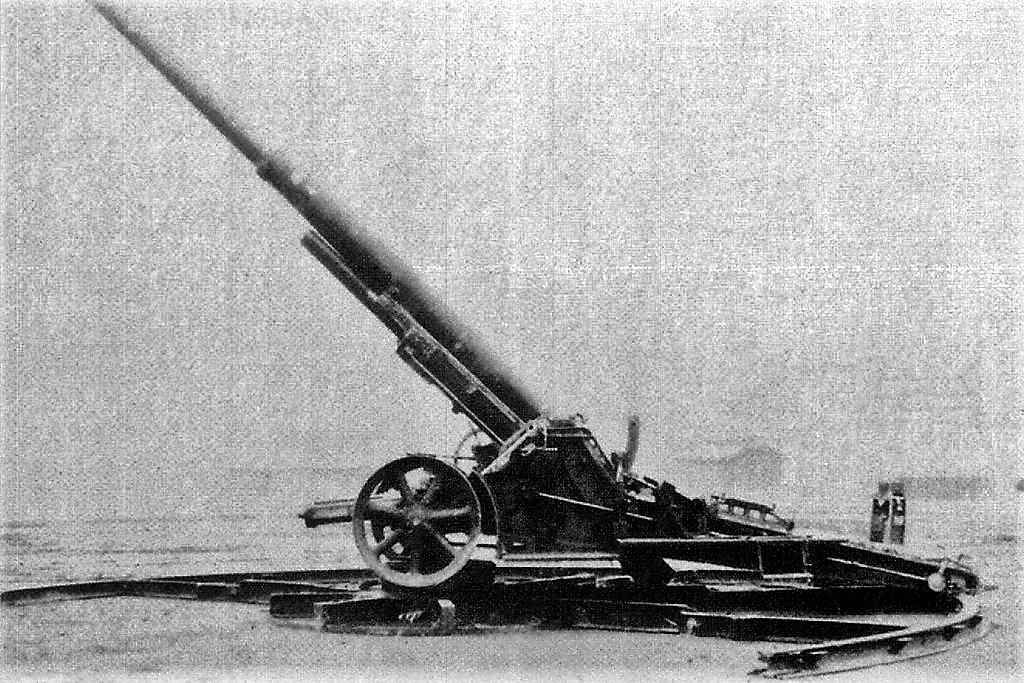
九六式十五糎加農

その後、日本側の独歩第283大隊は国端崎に向け前進し、ソ連軍が既に占領していた防備の要所を奪還した。ソ連軍はこの地の再奪取を目指して攻撃を開始し、激しい戦闘となった。独歩第283大隊は大隊長が重傷を負い、副官以下50名余が戦死しながらも、要地を確保して第73旅団主力の四嶺山南側への集結を援護することに成功した。この戦闘の間、ロパトカ岬からソ連軍130mm砲4門が射撃を行ったのに対し、四嶺山の日本陸軍の九六式十五糎加農1門が応戦し、ついには全門が破壊されたのか最後まで沈黙したという。
18日午後には、国端崎の拠点を確保し、戦車第11連隊と歩兵第73旅団主力が四嶺山の東南に、歩兵第74旅団の一部がその左翼及び後方に展開し、後続部隊の到着と相まって大兵力で日本軍が漸次ソ連軍を殲滅することも可能と思われ、師団はその方針を固めた。（一方で、『戦史叢書』によれば、ソ連軍の突破攻撃に対しては極めて脆弱な態勢であったともされる。また、軍使に行った日本将兵らは竹田浜に既にかなりの重火器が揚陸され、後続の船団が多数続いているのを目撃し、戦いが避けられそうなことを喜んでいる。）
しかし、もともと大本営からの命令は、やむをえざる自衛戦闘は認めるが停戦交渉を行い18日16時までにそれを達成しろというものであった。昼ごろに事態を知った第5方面軍から、あらためて戦闘停止命令があったため、第91師団はそれに従い、18日16時をもって積極戦闘を停止することとした（戦史叢書によれば、方面軍はこの後の現状維持のための防御中心の戦闘を「自衛戦闘」としている）。一方で、方面軍司令官の樋口季一郎は『遺稿集』で、18日の戦闘全体について、自身は「この戦闘を『自衛行動』即ち『自衛の為の戦闘』と認めた」とし、「自衛戦闘である以上『不法者側への謝罪』（『不法者側からの謝罪』の誤記と思われる）により終熄すべきものとの信念にもとずき、本戦争の結果を待った」が、「16時を以て戦闘を止めた事を知り、不法者膺徴の不徹底を遺憾とした」とする。井澗裕は、この18日16時をもって戦闘停止するかどうかの食い違いにつき、実際には樋口司令官と方面軍の部下らとの間で意見の違いがあったものと見ている。
実際には各地で散発的に戦闘は続いた。夜までには、幌筵島の第74旅団も主力の占守島転進を終えた。ソ連軍は霧の晴れ間に航空機を飛ばして海上輸送の攻撃を行ったが、阻止するには至らなかった。概ね大掛かりな交戦は途絶えていたが、それを利して接近や偵察を図るソ連軍がいて、国端崎の砲台付近では日本軍はこれを射殺した。19日午前3時頃、竹下大隊と国端崎の旅団司令部に電話線が引かれたが、電話線づたいに接近したソ連軍は電話線工事を終えた通信隊員を全員射殺し、大隊本部陣地に接近、歩兵砲小隊を殲滅、本隊と交戦した。本部前には白旗が掲げてあり、銃撃戦がやや下火になったところで、ロシア語の分かる児島一曹長が停戦交渉を試みたが、側方の友軍が別方向に機関銃射撃をしたため、罠と勘違いしたソ連軍に前進を撃たれ戦死、乱戦となり、大隊長は負傷、副官以下50名が戦死した。四嶺山に遅れて到着したため生き残った日本軍戦車隊の中沢中隊長は、その引け目からか緊張に耐えきれなかったのか、一人で切込みに行き戻らず、ついに生き残りの戦車隊中隊長は伊藤力雄のみとなった。
停戦時間の18日16時となったが、日本側の意向を知る由もないソ連軍上陸部隊（狙撃連隊2個と海軍歩兵大隊）の攻撃は続いた。艦隊とロパトカ岬からの砲撃も手伝い、幅4km、深さ5 - 6kmにわたって橋頭堡を確保した。すでに反撃行動を停止していた日本軍は、無用の損害を避けるため後退した。ソ連軍航空部隊は間欠的に夜間爆撃を行った。ソ連軍の重砲・自動車など重量のある貨物の荷降ろしが完了したのは、翌日に日本側沿岸拠点に停戦命令が届き、その砲撃が無くなってからだった。

### 停戦交渉
第91師団司令部は、反撃を命じた当初から軍使派遣を考えており、18日15時、日本側は長島厚大尉を軍使として随員2名と護衛兵10名を付けて派遣、停戦交渉のため霧の中を白旗を掲げて各拠点に停戦を指示しながら進んだ。長島手記によれば、停戦交渉に怒り、妨害しようとする日本兵もいたという。当初は長島らは白旗を掲げた軽戦車に乗って進んだが、両軍の交戦は止まず、戦車は狙われやすく、敵を警戒させない為やがて砲塔を後ろ向きにし、さらには降りて徒歩で進むことにした。それでもなお、双方の銃撃は止まず、付けられた通訳をはじめ多くの者が銃撃で倒れるかバラバラとなり、白旗もボロボロになる状態で、兵が多ければ攻撃隊とみられると考えた長島大尉は多くの者を帰し、単独ないし少数で進んだ。しかし、ソ連軍に拘束され、両軍の連絡はその日は確立されなかった。
司令部は木下の連絡を受け、翌19日朝、山田秀雄大尉らの新たな軍使を派遣し、今度は接触を確認できた。しかし、ソ連側は日本側の最高指揮官の出頭を要求して交渉に応じなかったため、柳岡師団参謀長や歩兵第73旅団長の杉野少将らが3度目の軍使として送られた。会談でソ連側は、停戦のみでなく武装解除などを要求し、日本側軍使は最終的にこれに同意した。報告を受けた堤師団長は、停戦以外の武装解除などについては授権していないとして、柳岡参謀長を再派遣し、交渉を行わせた。

### 幌筵海峡での海戦
翌20日8時10分、片岡湾を目指すソ連艦隊6隻が幌筵海峡に進入を試みた。ソ連艦隊を発見した日本海軍第51警備隊の幌筵島潮見崎砲台は、高角砲により進路上への警告射撃を行った。これに対してソ連艦隊は一斉に砲撃を開始し、戦闘状態となった。日本側の砲台が応戦し、さらに艦攻2機を離陸させて威嚇飛行を行わせたため、ソ連艦隊は煙幕を展開して退却した。ソ連軍は、敷設艦「オホーツク」が戦死2人、負傷13人の損害を受けるなどした。
ソ連側は、海峡への進入は前日の停戦合意に基づく行為であったと主張し、日本軍の行為を停戦合意を無視した奇襲攻撃だとしている。

### 停戦と降伏
20日、地上でも戦闘は再開した。ソ連側は、幌筵海峡での日本側の背信があったため、攻撃に移ったとしている。
20日夕、堤師団長は軍使を通じてソ連軍に降伏することを確約したが、その後も、武装解除を遅らせようとした。21日7時、ソ連軍司令官グネチコ少将は代理を通じて、堤師団長に対して、日本軍の降伏・武装解除の最後通牒を渡した。21日21時、日本軍から回答が得られ、ソ連艦上で、堤師団長は日本軍の降伏文書に調印した。23日にはソ連軍の監視の下で武装解除された。

### 時間表
以下に戦闘前後の時間表を示す。

#### 8月15日
- 4時30分：ソ連軍、カムチャッカ州ペトロパヴロフスク海軍基地で作戦行動開始。
- 12時：日本、終戦の玉音放送。ソ連軍、乗船開始。

#### 8月16日
- 17時：ソ連軍、乗船完了。

#### 8月17日
- 2時：ソ連軍、出航。
- 22時45分ごろ：国端崎がロパトカ砲台より攻撃を受ける。国端崎独立守備隊長・片桐茂中尉は四嶺山北側山麓の独立歩兵第282大隊本部の大隊長・村上則重少佐に報告。
- 23時頃：国端崎監視哨で片桐中尉が占守海峡に敵艦発見。
- 23時35分：ロパトカ砲台が25分間の砲撃を行う。

#### 8月18日
- 0時30分：四嶺山男体山南斜面にある十五加陣地の第2砲兵隊長第5中隊四嶺山小隊長・吉岡邦男中尉が柏原の第2砲兵隊本部に攻撃許可を申請。
- 0時30分頃：片桐中尉が第3報を大隊本部に発信。村上大隊長は射撃開始命令を下し、四嶺山に移動。
- 1時10分：ソ連軍先遣隊が進入、上陸部隊が竹田浜に殺到。
- 1時22分：ソ連軍の上陸用舟艇4隻が国端崎と小泊崎の正面に接岸。
- 2時：第282大隊大隊長・村上少佐が第73旅団司令部の村上巌少将宛に国籍不明の敵軍上陸を報告。
- 2時頃：ソ連軍先遣隊が上陸完了。師団司令部参謀・水津満少佐と柳岡武参謀長が第73旅団長・杉野巌少将からの電報を第91師団長・堤中将に手渡す。堤師団長は麾下の各部隊に戦闘配備命令。速射砲小隊傘下の鹿島・小松分隊（小泊崎）と関根文雄分隊（竹田崎）が敵艦を射撃。片岡基地から海軍残留部隊、また陸軍第54戦隊が戦闘準備。
- 2時15分：ソ連軍艦砲が国端崎の灯台を射撃、炎上。
- 2時15分頃、吉岡小隊（四嶺山男体山・十五加陣地）が砲撃開始。
- 2時30分：戦車第11連隊長・池田末男大佐が戦車第4中隊（大和橋）に出動命令、中隊長・伊藤力雄[注釈 10]大尉率いる捜索隊が出動。続いて連隊本部および麾下の各中隊に「捷作第57号」を下達。
- 3時頃：ソ連軍先遣隊主力が四嶺山の男体山と女体山に到達。
- 4時：戦車第11連隊が千歳台から出動。吉岡小隊（四嶺山男体山・十五加陣地）がロパトカ砲台を沈黙させる。
- 4時頃：第2砲兵隊第1中隊（男体山南側中腹）、十加砲の戦闘準備完了、その後砲撃開始。
- 5時：戦車第11連隊長・池田末男大佐が天神山の戦車第3中隊と合流し、中隊長・藤井和夫大尉と打ち合わせ。
- 5時過ぎ：片岡基地の海軍残留部隊長・喜多和平大尉が出撃命令。岸本盛雄・ 田上甲子生・二戸忠二上飛曹らの九七式艦上攻撃機が出撃。同じく、陸軍第54戦隊本部副官佐藤少尉の指揮で池野惣一准尉、入江忍軍曹、森永伸軍曹の隼戦闘機が出撃。
- 5時30分：池田末男大佐の決断により戦車第11連隊が四嶺山に向けて天神山を出撃。
- 5時30分頃：四嶺山一帯で白兵戦。282大隊第2中隊で本部濠守備の陣頭指揮をとっていた向井信行分隊長が狙撃される。大隊本部の岡安良司兵長、第3中隊連絡係・清野誠吉軍曹らが戦死。
- 6時20分頃：戦車第11連隊所属第3・第4中隊が四嶺山南の台地に進出
- 6時50分：池田末男大佐、四嶺山麓から堤師団長と杉野旅団長に無線報告後に敵中に前進命令。その後、四嶺山を奪還。この戦闘で連隊本部指揮班長・丹生勝丈少佐が戦死。
- 7時25分：戦車第2中隊をはじめ後続の小隊が四嶺山山頂に集結。
- 8時：ソ連軍第302狙撃連隊の各隊が先遣隊のもとに到着。
- 8時頃：戦車第2中隊が天神山に到着。その後、男体山山頂を経て、女体山へ。女体山では、第3特殊監視隊が危機にあり、そこに池田末男連隊長らが救援に駆けつける。この戦闘で池田末男大佐は戦死。
- 9時：今井崎監視所から片岡基地へ、敵駆逐艦が片岡湾方面へ航行中の旨、連絡が入る。
- 10時頃：ソ連軍の上陸軍主力が戦闘行動地区に集結。アルチューシェン大佐の独断により対戦車隊攻撃。独立歩兵第283大隊、訓練台に進出、第282大隊第1中隊本部を奪還。
- 11時：女体山から戦車隊が突撃。多くの戦車が被弾、炎上。戦車第3中隊長・藤井和夫大尉が戦死。
- 12時過ぎ：伊藤力雄中隊長が男体山に着き、連隊を掌握。
- 13時：第73旅団司令部で、後に軍使となる長島厚が護衛の2個分隊と合流。
- 14時頃：「16時に停戦」の師団命令を携え、軍使の長島厚が旅団司令部を出発。随行員は木下末一少尉、成瀬曹長、鈴木孫右衛門一等兵、通訳として日魯漁業の牛谷功、護衛は般林南岳少尉、石川潔伍長など。
- 15時：既に16日に幌筵島の柏原の港に日魯漁業の主に柏原工場関係者とみられる女性従業員400名が集められていたが、彼女らを内地に返すべく出港の指示がこの頃出されたと見られる。（占守島の長崎工場の女性従業員70～100名は既に16日に6隻の船で出港していたとする説、幌筵島の女性従業員400名もやはり16日に出港したとする説、占守島の女性従業員は16日に幌筵島に集められて全員が18日に出港したとする説、19日に出港したとする説等がある。）
- 15時頃：村上大隊本部（男体山中腹）周囲にソ連兵が浸透。
- 16時半：幌筵島の柏原から日魯漁業の女性従業員らが出航。（幌筵島引揚出港18日説に立った場合。）
- 19時：占守街道を長瀬軍使らが前進。

## 戦闘結果と戦闘後
ソ連軍は大きな損害を受けながら、日本軍の武装解除にたどりついた。北海道新聞旭川支社記者の山口武光は、ソ連のある新聞が社説で「占守島の戦いは、満洲、朝鮮における戦闘より、はるかに損害は甚大であった。八月十九日はソ連人民の喪の日である」と述べたとし、『戦史叢書』はこの新聞を当時ソ連政府の機関紙であった『イズヴェスチヤ』紙としている。近年においては、サハリン州の代表的なネット通信社であった「サハリン・インフォ」が「日ソ戦の中で、ソ連側が日本側より多くの死傷者を出した唯一の戦いとなった」と評している。「また、ソ連側司令官は後に「甚大な犠牲に見合わない、全く無駄な作戦だった。」と回顧録を残している。両軍の損害は、ソ連側の数値によれば、日本軍の死傷者1000名、ソ連軍の死傷者1567名である。日本軍は武装解除後分散されたため、死傷者の正確な数をつかめなかった。ただし、日本軍人による推定値として、日本軍の死傷者は600名程度、ソ連軍の死傷者は3000名程度との数値もある。このソ連軍死傷者3000名という数字についてだが、国端崎の加瀬谷砲兵隊長は、砲撃で擱座したソ連軍上陸用舟艇が13隻あったことを根拠に、上陸前の砲撃によりソ連軍の死傷者が2千人、泳ぐ破目になった者が3千人いたであろうとしている。一方で、この戦いの起こる前に同島守備隊の戦車連隊にいたことのある元戦車将校潮田健二は、自身の関係者への取材の結果として、上陸後の陸戦により、ソ連軍の死傷者が3千人で、うち遺棄死体が2千人だとする数字を述べている。
戦場整理と呼ばれる死体回収は何度かに分けて実施された。激戦となった四嶺山の戦いの地では9月までソ連軍の許可がなかなか出ず、それまで両軍の戦死体は放置されたままであったとされる。他の場所では、8月の戦闘終了直後にも遺体･負傷兵の回収作業はあったようである。トラックで遺体･負傷兵の運搬にあたった戦車兵は、最後に重傷者や遺体を運んで来たトラックの周囲に衛生兵らがガソリンを撒いて、戦車兵がまだ息のある兵がいると伝えたものの、衛生兵らがもう助からないからと言って、そのまま焼き払うのを目撃している。
日本軍の被害が少なかった理由はいくつかある。
- ソ連軍が上陸できる砂浜が狭い竹田浜しかなく、上陸地点が予想され、効果的に攻撃する事ができた。
- 深い霧や天候不良のため、ソ連軍は航空兵力による効果的な援護ができなかった。
- 上陸前の強力な艦砲射撃や爆撃がなく、陣地の破壊が充分ではなかった。
- 北方方面はほとんど戦場にならなかったため、日本軍に十分な食糧・弾薬が残っていた。連合軍の通商破壊戦により輸送が困難となり、そのため、かえって新鋭の武器や弾薬が本土や南方に引き抜かれることなく残る形となったとする意見もある。
- 上陸直後、ソ連軍は先に進攻することをまず図ってそちらに専念し、側面にある日本軍砲台の攻略を後回しにした。その結果、砲台の攻撃により後続兵力や武器の揚陸が妨げられた。そういったことを心得ている士官の乗った舟艇が撃沈され戦死したため、激烈な砲撃に晒された上陸後の兵士らは徒らに内陸に進もうとし、砲台攻略が行われなかったのではないかと見る向きもある。
- 深い霧のために上陸兵士らの状況が見えず、また、上陸軍の無線機の故障が相次ぎ、船にいる司令官が十分に指揮をとれなかった。
- 兵員数の多さに比し、生産力の問題等で新鋭の武器が容易に大量装備できないソ連軍の当時の戦い方の定石であるが、敵の戦力が分からないときは、旧式･軽火器中心の兵力で最初は戦闘に臨み、被害状況を見て、より新鋭･重武装の兵力に順次変えていく傾向がある。この戦いでも、まず軽火器類中心の歩兵で半ば人海戦術のような形で臨み、そのためにいたずらに人的犠牲を増やした。これに対し、そもそもソ連軍の海上輸送力はアメリカ軍と異なり貧弱だったため、ソ連軍の誇る重戦車群・重火砲類を上陸開始そうそうに大量に輸送・揚陸することはできなかったのではないかとする見方がある。

降伏後、ようやく占守島に揚陸されてきたソ連軍の重戦車を見て、日本軍の戦車兵には、これと戦わずに済んだことを安堵した者がいる一方で、停戦命令を受けたことに「悔し涙で体が動かなくなった」と語る者もいる。
占守島と幌筵島の日本軍を武装解除したソ連軍は、北部北千島の残部にデニーソフ海軍少佐指揮下の第一偵察部隊を派遣し、27日までに捨子古丹島までの日本軍を武装解除した。日本軍の抵抗はなかった。また、南部北千島の松輪島から新知島には、ウォローノフ大佐指揮下の第二偵察部隊を派遣した。ここでも日本軍の抵抗はなく、武装解除は順調に進んだ。このため、27日にウルップ島日本軍の武装解除の任務が新たに加えられ、31日までに任務を完了した。なお、択捉島以南の南千島の武装解除は、樺太を占領した部隊の任務だった。
武装解除され捕虜となった日本兵は、しばらくの間、兵舎の整備、越冬準備の薪の収集作業に使役されていたが、10月中旬に目的地も告げられぬままソ連船に乗船させられシベリアへ抑留された。

## 民間人
太平洋戦争期には、占守島には常住の民間人は別所二郎蔵氏一家をはじめ数家族のみであったが、夏季にだけ缶詰工場が稼働するため多数の工員が島を訪れていた。しかし、1944年冬には内地の食糧不足もあって幌筵島の柏原に人員・資材を残し、現地の食糧自給を兼ね北洋の冬季操業が試みられた。これは成功、さらに1945年5月には、二千数百の漁業関係者・缶詰工場関係者が北千島に来航した。しかし、その後、一時は65カ所あった漁場・缶詰工場の多くが米軍の爆撃のために完全に壊滅あるいは放棄され、5カ所を残すだけとなっていた。1945年8月15日時点では、北千島全体（幌筵島、占守島、阿頼度島）では、日魯漁業の缶詰工場が稼動し、女性工員400 - 500人を含む工場・漁業関係者が在島していたとされる。さらに、会社経営の慰安婦も50名ほど取り残されていた。また、海軍施設の建設を請け負った民間作業員も残っており、民間人の総数は2,000人を超えていた。
占守島の元女性工員からは、占守島の長崎工場では8月15日の敗戦により直ちに女性工員の帰国が決り、翌16日朝、占守島側では72名の女性工員が6隻に分乗、船団を組むようにして脱出し、4隻が無事函館に着いたとする証言がある。ソ連の監視船や潜水艦に発見されることもあり、それらは白旗を掲げると概ね去っていったものの、結局1隻が拿捕され、また、別に1隻が沈没したことを到着後に聞かされたとしている。日魯漁業長崎工場長（占守島）の菅原貞一は、16日に女性従業員を脱出させ、柏原の脱出も同日だったと証言しているという。読売新聞が取材により集めた証言によれば、占守島に居た女性工員も含まれていたのかは曖昧な面があるものの、18日夕に霧が太平洋側まで広がったタイミングを利用してから幌筵島の柏原から女性工員全員を22隻の機帆船で16時半頃に一気に脱出させたとある。『戦史叢書』は、北千島全体の話として、戦火が小康状態となった8月19日16時、師団が女性工員らを26隻の独航船 に分乗、幌筵島の柏原からソ連軍機の爆撃下を濃霧に紛れて脱出させ、全員無事に北海道に帰還させたとしている。なお、脱出した女性には、軍の慰安婦20人（内5人は将校相手）も含まれていた。彼女らと女性工員らとは同じ船に同乗していても溝があったという。
その他の漁業会社関係者の脱出は、反対する者もあり全体としては中止されたが、独航船等を使って個々に脱出したものも多かった。定住組合員は2隻で脱出、1隻は成功したが、1隻は機関故障により漂流、ソ連軍に救助され、柏原に連れ戻されたとされる。（なお、海軍も関わって女性工員の他に1200余人とサケ・マスを満載した12隻の船団を送り出したとする説もあるとされる。）
最終的には1,600名ほどの民間人が北千島に取り残された。その後、島にはソ連各地から移住して来る者が現れ、彼らと共に、漁業・建設労働に従事した。1947年（昭和22年）9月20日、日本に帰国を希望する日本人民間人全員は島を離れ、樺太・真岡に渡り、その後、北海道に帰還した。ソ連人と結婚した等の理由で島に残留した日本人も極少数存在したが、やがて島を離れた。

## 戦後の逸話
- 北海道に駐屯する陸上自衛隊第11旅団隷下第11戦車隊は、占守島の戦いにおける陸軍戦車第11連隊（通称：士魂部隊）の奮戦と活躍を顕彰し、その精神の伝統を継承する意味で、「士魂戦車大隊」と自ら称している他、部隊マークとして装備の74式戦車、90式戦車の砲塔側面に「士魂」の二文字を描き、その名を今なお受け継いでいる[50][注釈 12]。
- ロシア連邦の団体「ロシア探索運動」サハリン支部が、島内で両軍兵士の遺骨を発掘・収集している。日本兵と判明した場合は、遺族へ送っている[51]。
- 池田連隊長の遺族によって第11連隊の慰霊碑が愛知県の霊園で管理されていたが、2023年（令和5年）に史料館のある陸上自衛隊東千歳駐屯地に寄贈された[52]。

## 関連作品
- 池田誠 『北千島占守島の五十年』 国書刊行会、1997年
- 池上司 『八月十五日の開戦』 角川書店、2000年、ISBN 978-4048732260／角川文庫、2004年
- 浅田次郎 『終わらざる夏』 集英社、2010年、ISBN 978-4087713473／集英社文庫（全3巻）、2013年
- 大野芳 『8月17日、ソ連軍上陸す 最果ての要衝・占守島攻防記』 新潮社、2008年／新潮文庫、2010年
- 上原卓 『北海道を守った占守島の戦い』 祥伝社新書、2013年
- 『一九四五 占守(しゅむしゅ)島の真実 少年戦車兵が見た最後の戦場』 相原秀起著　PHP新書　2017年
- TEAM NACS 第16回公演『PARAMUSHIR〜信じ続けた士魂の旗を掲げて』、2018年
- 日本青年会議所、短編アニメ映画『SHUMSHU』、2019年
- 東雲くによし 『陸軍中将　樋口季一郎の決断』WAC、2024年